# Charles Kouyos
Charles Kouyos (Marsella, Francia, 10 de febrero de 1928-12 de diciembre de 1994) fue un deportista francés especialista en lucha libre olímpica donde llegó a ser medallista de bronce olímpico en Londres 1948.

## Carrera deportiva
En los Juegos Olímpicos de 1948 celebrados en Londres ganó la medalla de bronce en lucha libre olímpica estilo peso gallo, tras el turco Nasuh Akar (oro) y el estadounidense Gerald Leeman (plata).